# 滕诺
滕诺（義大利語：Tenno），是意大利特伦托自治省的一个市镇。总面积28平方公里，人口2010人，人口密度71.8人/平方公里（2009年）。ISTAT代码为022191。